# Fredriksdal
Fredriksdal est une localité de Suède située dans la commune de Nässjö du comté de Jönköping. Elle couvre une superficie de 0,47 km2. En 2010, elle compte 310 habitants.